# Karol Badyna
Karol Badyna (* 23. Februar 1960 in Stąporków) ist ein polnischer Bildhauer. Er unterrichtet seit 1988 an der Kunstakademie in Krakau.

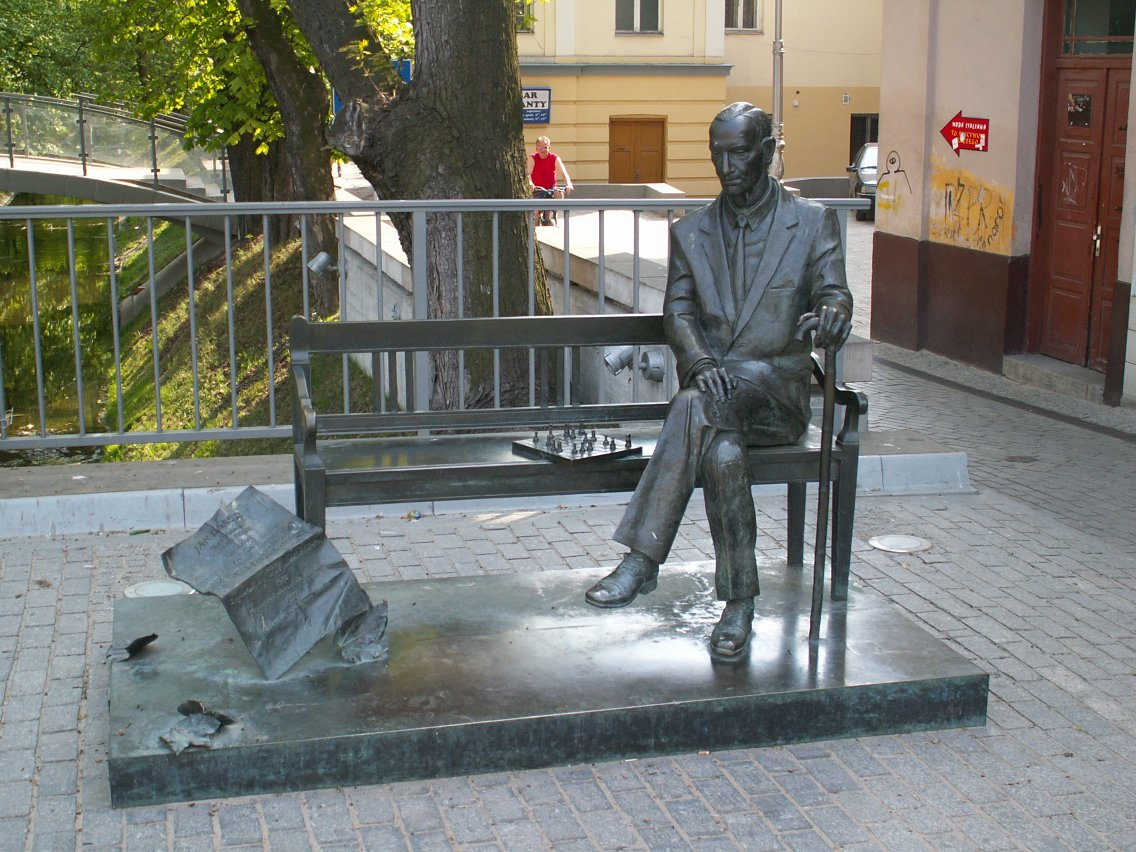
Abguss der Bronzestatue von Jan Karski in Kielce, 2005

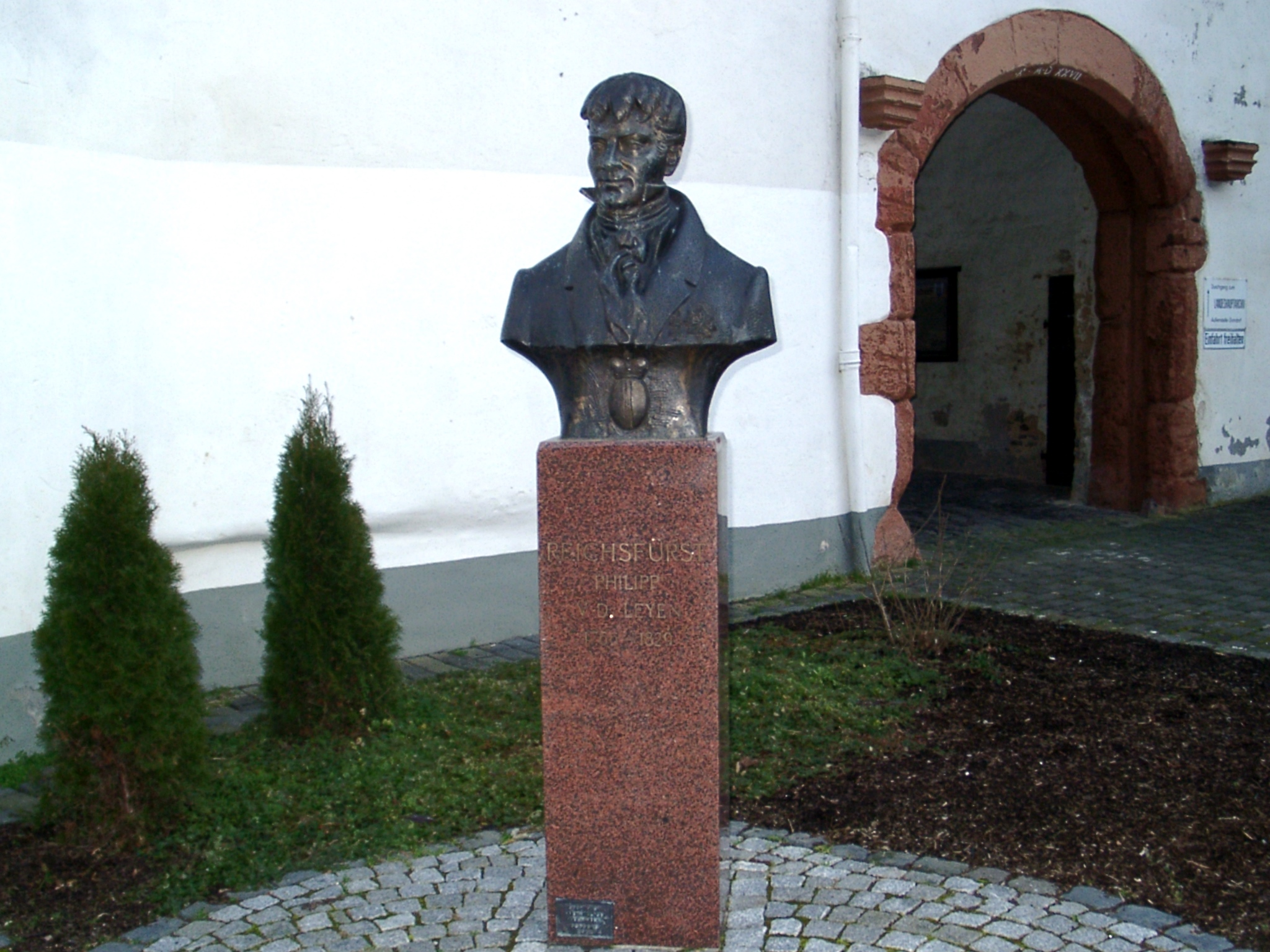
Bronzebüste des Reichsfürsten Philipp von der Leyen in Kobern-Gondorf in der Vorburg der Oberburg, 2001

## Werk

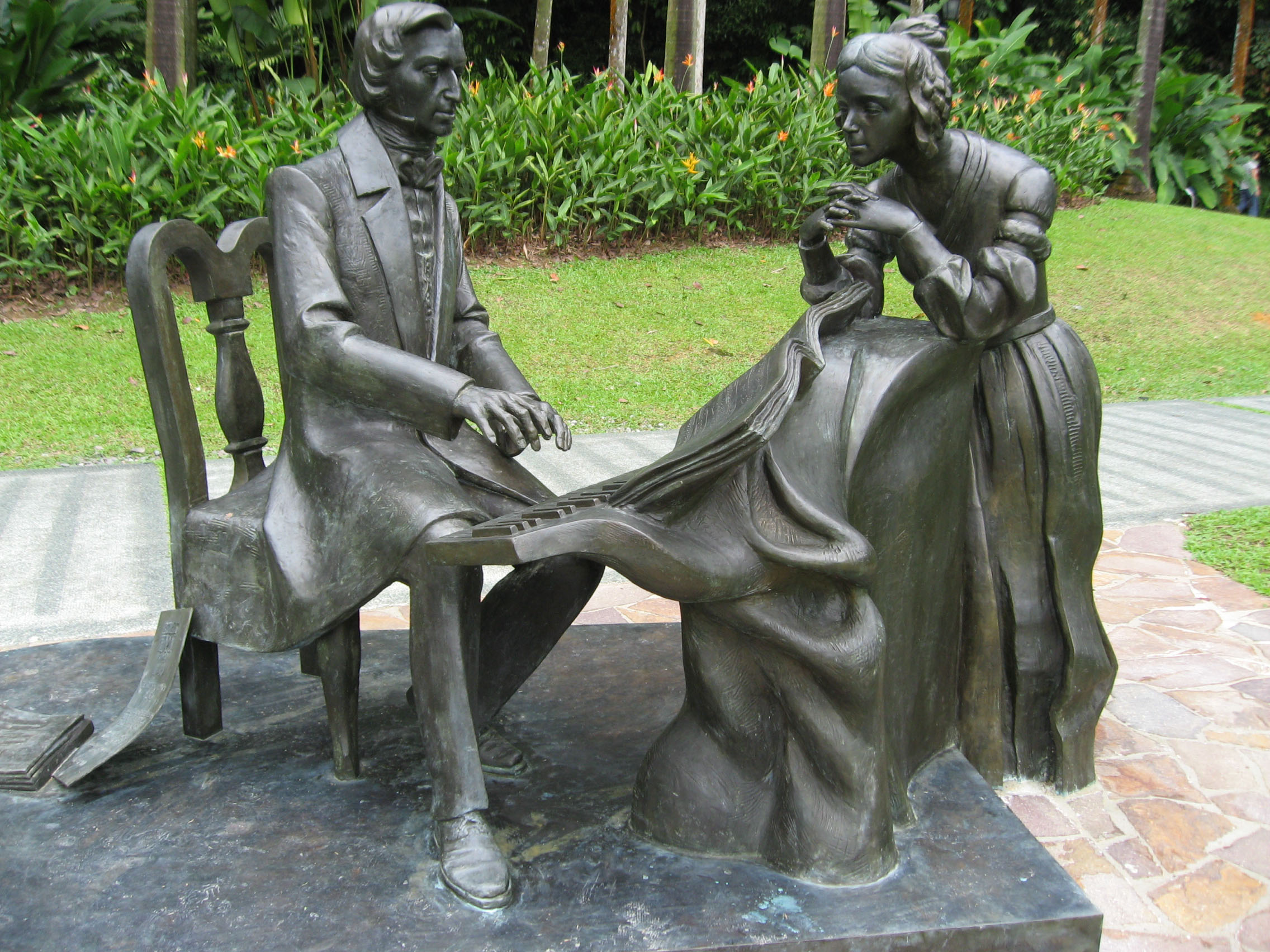
Skulptur Karol Badynas von Frédéric Chopin und George Sand, Botanischer Garten von Singapur, 2008

Zu Badynas vorwiegend in Bronze gegossenen Arbeiten zählen sowohl abstrakte Skulpturen wie naturalistische Standbilder und Porträtbüsten. Während viele seiner Arbeiten durch Privatpersonen in Auftrag gegeben werden, ist Badyna vor allem durch öffentliche Aufträge bekannt; zu diesen Arbeiten zählen Skulpturen von Jan Karski (2002) auf dem Campus der Georgetown University in Washington und der Universität Tel Aviv,  ein 2003 errichtetes Denkmal  für Artur Rubinstein vor dem UNO-Hauptquartier. sowie eine Skulptur von Frédéric Chopin und George Sand im Botanischen Garten von Singapur, 2008. 
Weitere Skulpturen Badynas, die zumeist Personen der Zeitgeschichte und oft kirchliche Würdenträger darstellen, stehen in Ravenna, Kobern-Gondorf, Radom, Kielce und Krakau. Mit den Mitarbeitern seines Ateliers Forma gestaltet Badyna auch die Innenräume von Kirchen und Klosterbauten.